# سنغ سوراخ (درونغر)
سنغ سوراخ (بالفارسية: سنگ سوراخ) هي قرية تقع في إيران في قسم درونغر الريفي. يقدر عدد سكانها بـ 129 نسمة بحسب إحصاء 2016.